# Roche-la-Molière
Roche-la-Molière är en kommun i departementet Loire i regionen Auvergne-Rhône-Alpes i centrala Frankrike. Kommunen ligger i kantonen Saint-Étienne-Nord-Ouest-2 som tillhör arrondissementet Saint-Étienne. År 2022 hade Roche-la-Molière 9 853 invånare.

## Befolkningsutveckling
Antalet invånare i kommunen Roche-la-Molière
| Referens: INSEE |